# Рене Ферагю
Рене Ферагю (на френски: Renee Cottron Ferragu) е френска писателка на произведения в жанра любовен роман. Писала е под псевдонима Луи Дертал (на френски: Louis Derthal).

## Биография и творчество
Рене Ферагю е родена през 1899 г. във Франция.
Пише любовни романи в периода 1929 – 1961 г. Произведенията ѝ са запазени в библиотеката на Бурж.
Рене Ферагю умира в Бреси, Франция.

## Произведения

### Самостоятелни романи
- L'Ermite de Rochemaure (1929)
- L' amour veillait (1930)
- La Pupille de M. de Bréhant (1930)
- Josette et ses flirts (1930)
- L'ermite de rochemaure (1931)
- La Faute de maître Aurel (1931)
- Les Surprises du coeur (1932)
- L'Amour sans fard (1932)
- La Toile inachevée (1933)
- Le Sorcier du Val-Noir (1934)
- Un Singulier mariage (1934)
- L'idylle au crépuscule (1935)
- Le Voile sur l'amour (1939)
- La Cabane du Bord de L’eau (1940)
Колибата край езерото, изд.: ИК „Хермес“, Пловдив (1992), прев. Радка Крапчева
- Le Rêve Interrompu (1942)
- L'ephemere tendresse (1943)
- Danièle et son rêve (1947)
- Le Sorcier Du Val – Noir (1948)
- La Barque enchantée (1953)
- Le Mystère de Noirfontaine (1954)
- Le gardien de son coeur (1956)
- Le Choix du coeur (1958)
- Intrigante par amour (1961)